# Доходи населення України
Доходи населення — грошові кошти і матеріальні блага, які отримує населення для підтримання фізичного, морального, економічного та інтелектуального стану. Найважливішу роль у доходах населення України відіграють оплата праці, на яку у 2014 році припадало 39,9 % загальних доходів, та соціальні трансферти та допомоги, на які припадало 37,2 % доходів населення.

## Загальна характеристика
Наявний дохід населення України у 2014 р. становив 1191,1 млрд грн. Середньомісячний наявний дохід на 1 особу становив 2308,4 грн. Порівняно з 2013 р. середньомісячний наявний дохід збільшився на 3,0 %, проте реальний дохід, який враховує інфляцію, зменшився на 8,4 %. У структурі доходів на доходи від заробітної плати припадало 39,9 %, на соціальні допомоги та трансферти — 37,2 %.
Загальна величина номінальних доходів населення України у 2014 р.
| вид доходів                      | млн. грн  | частка  |
| -------------------------------- | --------- | ------- |
| заробітна плата                  | 611 656   | 39,9 %  |
| соціальні допомоги та трансферти | 569 972   | 37,2 %  |
| прибуток та змішаний дохід       | 257 426   | 16,8 %  |
| доходи від власності (одержані)  | 92 016    | 6,6 %   |
| всього                           | 1 531 070 | 100,0 % |

Динаміка питомої ваги різних видів доходів у 2002—2013 рр.,%
|                                                        | 2001 | 2002 | 2003 | 2004 | 2005 | 2006 | 2007 | 2008 | 2009 | 2010 | 2011 | 2012 | 2013 | 2014 |
| ------------------------------------------------------ | ---- | ---- | ---- | ---- | ---- | ---- | ---- | ---- | ---- | ---- | ---- | ---- | ---- | ---- |
| заробітна плата                                        | 42,6 | 42,7 | 43,9 | 42,7 | 42,1 | 43,5 | 44,8 | 43,3 | 40,8 | 40,8 | 41,8 | 41,8 | 41,4 | 39,9 |
| соціальні допомоги та інші одержані поточні трансферти | 36,0 | 36,4 | 36,2 | 38,2 | 39,7 | 39,0 | 36,7 | 37,8 | 40,8 | 38,5 | 37,1 | 37,2 | 37,6 | 37,2 |
| прибуток та змішаний доход                             | 18,7 | 18,1 | 16,8 | 16,0 | 15,3 | 14,7 | 15,3 | 15,5 | 14,5 | 14,5 | 15,8 | 15,4 | 15,7 | 16,8 |
| доходи від власності (одержані)                        | 2,7  | 2,9  | 3,1  | 3,0  | 2,9  | 2,9  | 3,2  | 3,4  | 3,9  | 6,2  | 5,4  | 5,5  | 5,2  | 6,6  |

### В 2021 році
За перші 6 місяців 2021 року доходи українців здебільшого не перевищували 7 тисяч гривень на місяць. І лише трохи менше третини громадян (31,1 %) отримували більше.
Згідно зі статистикою, в Україні 8,3 % людей, які мають щомісячний дохід до 3 тисяч гривень. Ще 14 % громадян отримують в середньому 3 — 4 тисячі гривень.
Найбільший показник тих, хто отримує до 5 тисяч гривень — 18 % від усієї вибірки. Ще майже стільки ж (16 %) отримують по 5 — 6 тисяч гривень, а також по 6 — 7 тисяч гривень (12,6 %).
Доходи в розмірі від 7 до 8 тисяч гривень зафіксували у 9,7 % українців. Окрім цього, невелика кількість людей заробляє від 8 до 9 та від 9 до 10 тисяч гривень на місяць — 6,2 % та 5,2 % відповідно.

## Заробітна плата
Заробітна плата — це винагорода у грошовій або натуральній формі, яка повинна бути виплачена роботодавцем найманому працівнику за роботу, виконану в звітному періоді. Розрізняють такі види заробітних плат, як: основна заробітна плата, середня заробітна плата, У статистиці використовується поняття середньомісячної номінальної заробітної плати, що являє собою нарахування працівникам у грошовій та натуральній формі за відпрацьований час або виконану роботу: тарифні ставки (посадові оклади), премії, доплати, надбавки, а також інші види оплати. Середньомісячна номінальна заробітна плата включає до себе і обов'язкові відрахування із заробітної плати працівників: податок на доходи фізичних осіб та єдиний внесок на загальнообов'язове державне соціальне страхування.
До номінальної заробітної плати не відносяться:
- грощове забезпечення кадрових військовослужбовців та осіб рядового й навчальницького складу;
- виплати, що здійснюються за рахунок коштів фонду державного соціального страхування з тимчасової втрати працездатності;
- оплата перших 5 днів тимчасової непрацездатності за рахунок коштів підприємства;
- відрахування, що здійснюються роботодавцем на загальнообов'язкове державне соціальне страхування працівників.

Заробітна плата є первинним і основним джерелом доходів населення України, на неї припадає понад 40 % їх загального обсягу. Найвища питома вага заробітної плати у структурі доходів зафіксована у Києві (понад 50 %), Донецькій та Дніпропетровській областях (понад 45 %), найнижча (менше 35 %) у Івано-Франківській, Тернопільській, Волинській, Чернівецькій, Закарпатській областях.
|     | 1940 | 1945 | 1950 | 1955 | 1960 | 1965 | 1970 | 1975  | 1980  | 1985  | 1990  | 1991  | 1992 | 1993   | 1994    |
| --- | ---- | ---- | ---- | ---- | ---- | ---- | ---- | ----- | ----- | ----- | ----- | ----- | ---- | ------ | ------- |
| крб | 32,2 | 42,7 | 62,7 | 68,8 | 57,8 | 80,2 | 103  | 122,3 | 146,1 | 167,8 | 244,3 | 479,7 | 6505 | 162790 | 1427708 |

|          | 1995 | 1996 | 1997 | 1998 | 1999 | 2000 | 2001 | 2002 | 2003 | 2004  | 2005  | 2006  | 2007  | 2008  | 2009  | 2010  | 2011  | 2012  | 2013  | 2014  | 2015  | 2016 | 2017 |
| -------- | ---- | ---- | ---- | ---- | ---- | ---- | ---- | ---- | ---- | ----- | ----- | ----- | ----- | ----- | ----- | ----- | ----- | ----- | ----- | ----- | ----- | ---- | ---- |
| грн      | 73   | 126  | 143  | 153  | 178  | 230  | 311  | 376  | 462  | 590   | 806   | 1041  | 1351  | 1806  | 1906  | 2239  | 2633  | 3026  | 3265  | 3480  | 4195  | 5183 | 7104 |
| дол. США |      | 68,9 | 76,8 | 62,5 | 43,1 | 42,3 | 57,9 | 70,6 | 86,6 | 110,9 | 157,3 | 206,1 | 267,5 | 342,9 | 244,6 | 282,1 | 330,5 | 378,7 | 408,5 | 292,2 | 176,7 |      |      |

Примітка: Заробітна плата вказана за даними Держстату, при її розрахунку враховуються лише підприємства із середньообліковою кількістю робітників більше 10. За даними ПФУ середня зарплата менше на ~10 % від цифри Держстату.

### Диференціація
Внаслідок нерівномірностей у розмірах заробітних плат між найбагатшими та найбіднішими категоріями працівників, більшість населення отримують заробітну плату, нижчу за середній рівень. У червні 2012 року 64,3 % українців одержували заробітну плату нижче середньої, яка становила тоді 3109 грн. Зарплату рівну середній або вище отримували менше 35,7 % українців. Аналогічна ситуація збереглася і у 2013 р.
Розподіл кількості штатних працівників за розмірами нарахованої їм заробітної плати, %
| зарплата, грн | 12.2012 | 12.2013 | 12.2014 | 12.2015 |
| ------------- | ------- | ------- | ------- | ------- |
| до 1378       | 5,2     | 5,0     | 4,4     | 2,7     |
| 1378—1500     | 19,6    | 16,5    | 13,2    | 6,7     |
| 1500—2000     | 14,1    | 14,1    | 14,4    | 9,9     |
| 2000—2500     | 11,9    | 11,9    | 11,7    | 10,0    |
| 2500—3000     | 10      | 10,3    | 10,3    | 9,4     |
| 3000—3500     | 8,1     | 8,7     | 8,9     | 9,1     |
| 3500—4000     | 7,9     | 7,4     | 7,7     | 8,8     |
| 4000—5000     | 9,2     | 9,4     | 10,0    | 13,1    |
| 5000—10000    | 14,0    | 12,9    | 14,7    | 23,1    |
| понад 10000   | 14,0    | 3,8     | 4,7     | 7,2     |

### Галузеві відмінності
Найвища середньомісячна заробітна плата у 2013 р. була зафіксована у сфері авіаційного транспорту (10341 грн), фінансової та страхової діяльності (6275 грн) та сфері інформації і телекомунікацій (4599 грн). Найнижча заробітна плата була зафіксована у поштовій та кур'єрській діяльності (1915 грн), закладах харчування (2249 грн) та сільському господарстві (2270 грн).
| Вид діяльності                                                                      | 1995 | 1996 | 1998 | 2000 | 2002 | 2004 | 2006 | 2008 | 2010 | 2012 | 2014 |
| ----------------------------------------------------------------------------------- | ---- | ---- | ---- | ---- | ---- | ---- | ---- | ---- | ---- | ---- | ---- |
| Сільське господарство, мисливство та пов'язані з ним послуги                        | 37   | 69   | 89   | 111  | 178  | 295  | 553  | 1076 | 1430 | 2023 | 3140 |
| Лісове господарство та пов'язані з ним послуги                                      | 60   | 109  | 116  | 175  | 271  | 498  | 851  | 1311 | 1787 | 2534 |      |
| Рибальство, рибництво                                                               | 58   | 89   | 90   | 147  | 242  | 375  | 607  | 913  | 1191 | 1552 |      |
| Промисловість                                                                       | 89   | 153  | 186  | 302  | 485  | 743  | 1212 | 2017 | 2580 | 3500 | 4791 |
| Будівництво                                                                         | 103  | 154  | 184  | 260  | 427  | 709  | 1140 | 1832 | 1754 | 2491 | 3552 |
| Торгівля; ремонт автомобілів, побутових виробів та предметів особистого вжитку      | 66   | 106  | 140  | 226  | 330  | 509  | 898  | 1514 | 1874 | 2696 | 4692 |
| Діяльність готелів та ресторанів                                                    | 51   | 81   | 114  | 178  | 286  | 429  | 735  | 1221 | 1455 | 2057 |      |
| Діяльність транспорту та зв'язку                                                    | 90   | 161  | 202  | 336  | 573  | 843  | 1328 | 2207 | 2726 | 3474 | 4653 |
| Фінансова діяльність                                                                | 172  | 275  | 333  | 560  | 976  | 1258 | 2050 | 3747 | 4601 | 5954 | 8603 |
| Державне управління                                                                 | 81   | 162  | 202  | 335  | 495  | 691  | 1578 | 2581 | 2747 | 3442 | 4378 |
| Освіта                                                                              | 71   | 119  | 128  | 156  | 267  | 429  | 806  | 1448 | 1889 | 2527 | 3132 |
| Охорона здоров'я та надання соціальної допомоги                                     | 75   | 117  | 124  | 138  | 223  | 351  | 658  | 1177 | 1631 | 2201 | 2829 |
| Надання комунальних та індивідуальних послуг; діяльність у сфері культури та спорту | 63   | 109  | 126  | 162  | 247  | 400  | 828  | 1511 | 2065 | 2964 |      |
| Всього                                                                              | 73   | 126  | 153  | 230  | 376  | 590  | 1041 | 1806 | 2239 | 3026 | 4195 |

### Регіональні відмінності

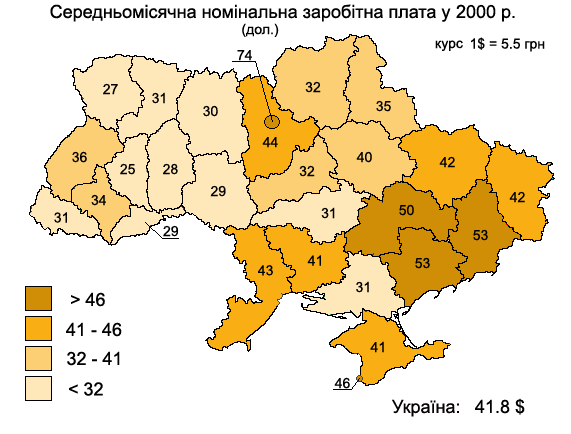
Середньомісячна заробітна плата у 2000 р. дол. США за курсом відповідного року

Питома вага заробітної плати у загальній структурі доходів населення регіонів у 2012 р.
| частка     | регіон |
| понад 55 % | Київ |
| 45—50 %    | Дніпропетровська, Донецька обл.                                                                           |
| 40—45 %    | Запорізька, Луганська, Київська, Полтавська обл., Севастополь                                             |
| 35—40 %    | Одеська, Миколаївська, Харківська, Львівська, Сумська, Чернігівська, Черкаська обл., АР Крим              |
| 30—35 %    | Рівненська, Житомирська, Кіровоградська, Вінницька, Херсонська, Закарпатська, Волинська, Хмельницька обл. |
| менше 30 % | Тернопільська, Івано-Франківська, Чернівецька обл.                                                        |

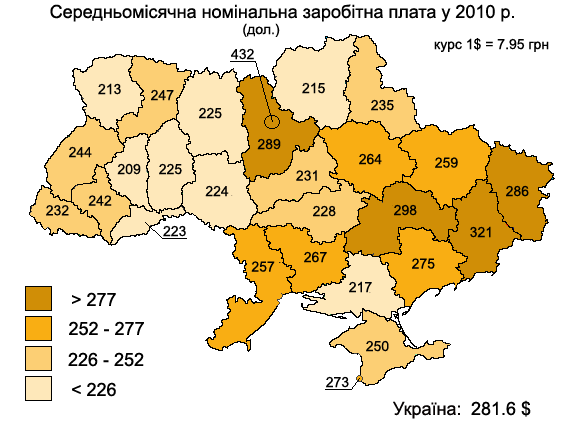
Середньомісячна заробітна плата у 2010 р. дол. США за курсом відповідного року

Середньомісячна заробітна плата за регіонами у 2013—2015 рр. в розрахунку на одного штатного працівника, грн (дані наведено по юридичних особах та відокремлених підрозділах юридичних осіб із кількістю найманих працівників 10 і більше осіб):
| регіон                    | 2013 | 2014 | 2015 |
| ------------------------- | ---- | ---- | ---- |
| Київ                      | 5007 | 5376 | 6154 |
| Донецька область          | 3755 | 3858 | 4584 |
| Дніпропетровська область  | 3336 | 3641 | 4036 |
| Україна                   | 3265 | 3480 | 3788 |
| Запорізька область        | 3142 | 3432 | 3773 |
| Київська область          | 3351 | 3489 | 3690 |
| Миколаївська область      | 3094 | 3344 | 3577 |
| Одеська область           | 2947 | 3129 | 3478 |
| Полтавська область        | 2988 | 3179 | 3386 |
| Харківська область        | 2975 | 3143 | 3298 |
| Львівська область         | 2789 | 2961 | 3249 |
| Рівненська область        | 2844 | 3033 | 3205 |
| Сумська область           | 2702 | 2877 | 3074 |
| Івано-Франківська область | 2679 | 2875 | 3058 |
| Вінницька область         | 2651 | 2810 | 3033 |
| Черкаська область         | 2682 | 2829 | 3029 |
| Хмельницька область       | 2641 | 2878 | 3018 |
| Луганська область         | 3337 | 3377 | 2980 |
| Чернігівська область      | 2504 | 2690 | 2961 |
| Закарпатська область      | 2553 | 2744 | 2941 |
| Волинська область         | 2580 | 2721 | 2897 |
| Житомирська область       | 2561 | 2763 | 2894 |
| Кіровоградська область    | 2608 | 2789 | 2891 |
| Херсонська область        | 2464 | 2617 | 2731 |
| Чернівецька область       | 2484 | 2578 | 2690 |
| Тернопільська область     | 2359 | 2527 | 2647 |

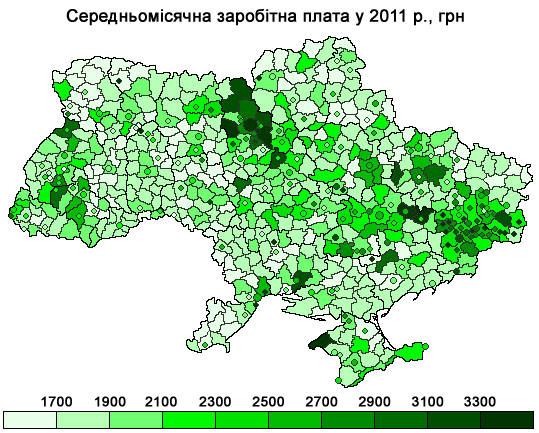
Середньомісячна заробітна плата штатних працівників у 2011 р.

Найвищий розмір заробітної плати у 2011 р. (середнє по Україні — 2633 грн) був зафіксований у наступних адміністративних одиницях:
- м. Южне — 5178
- Павлоградський район — 5073
- м. Енергодар — 4808
- м. Кузнецовськ — 4805
- м. Красноармійськ — 4779
- м. Бориспіль — 4642
- Бориспільський район — 4617
- м. Новогродівка — 4599
- м. Славутич — 4596
- м. Южноукраїнськ — 4551
- Петропавлівський район — 4534

Найнижчий розмір заробітної плати у 2011 р. був зафіксований у наступних адміністративних одиницях:
- Турійський район — 1352
- Ратнівський район — 1360
- Коропський район — 1410
- Тарутинський район — 1464
- Горохівський район — 1469
- Татарбунарський район — 1471
- Ізмаїльський район — 1495

## Соціальні трансферти
Соціальні трансферти — це різні види грошових допомог, які виплачені населенню з державного та місцевих бюджетів, Пенсійного фонду, Фонду соціального страхування з тимчасової втрати працездатності, Фонду соціального страхування від нещасних випадків на виробництві та професійних захворювань, Фонду загальнообов'язкового державного соціального страхування на випадок безробіття, коштів підприємств, організацій і профспілок — пенсії, допомоги з непрацездатності, інвалідності, вагітності, по пологах, на дітей у малозабезпечених сім'ях, оплата навчальних відпусток тощо.
До інших одержаних трансфертів належать поточні виплати населенню у грошовій формі (крім соціальних допомог): страхові відшкодування, виплати одноразової матеріальної допомоги працівникам, компенсації тощо.
Питома вага соціальних допомог та інших одержаних трансфертів у загальній структурі доходів населення регіонів у 2012 р.

| частка     | регіон |
| понад 45 % | Чернівецька, Тернопільська, Закарпатська, Севастополь |
| 40—45 %    | Івано-Франківська, Волинська, Кіровоградська, Житомирська, Рівненська, Хмельницька, Черкаська, Херсонська, Львівська, Луганська, Чернігівська обл., АР Крим |
| 35—40 %    | Сумська, Вінницька, Миколаївська, Харківська, Одеська, Полтавська, Київська, Донецька                                                                       |
| 30—35 %    | Запорізька, Дніпропетровська обл. |
| менше 30 % | Київ |

### Пенсії
Пенсія — одноразова або регулярна грошова виплата, яка призначається у встановленому державою порядку як захід матеріального забезпечення певних категорій осіб за принципами пенсійного страхування, загальнолюдської солідарності та субсидування. Пенсії є другим за величиною джерелом доходів населення України.
Середньомісячний розмір пенсій станом на 1 січня 2014 р.
| вид пенсії                       | кількість пенсіонерів | розмір, грн |
| -------------------------------- | --------------------- | ----------- |
| за віком                         | 10 396 853            | 1522        |
| по інвалідності                  | 1 497 508             | 1364        |
| у зв'язку з втратою годувальника | 698 865               | 1271        |
| пенсії військовослужбовців       | 595 284               | 2373        |
| за вислугу років                 | 218 143               | 1600        |
| соціальні пенсії                 | 125 162               | 976         |
| довічне грошове утримання суддів | 1 493                 | 12177       |
| всього                           | 13 533 308            | 1526        |

Розподіл пенсіонерів за розміром призначеної пенсії на початку 2012 р. (середній показник — 1122 грн.)
| розмір пенсії, грн | частка |
| до 700             | 1,0 %  |
| 700—800            | 0,1 %  |
| 800—900            | 29,3 % |
| 900—1000           | 24,4 % |
| 1000—1100          | 9,4 %  |
| 1100—1200          | 6,7 %  |
| 1200—1300          | 4,6 %  |
| 1300—1400          | 3,9 %  |
| 1400—1500          | 2,6 %  |
| понад 1500         | 18,0 % |

## Прибуток та змішаний дохід
Прибуток та змішаний дохід — це дохід, який одержується фізичними особами в результаті виробничої діяльності за винятком витрат, пов'язаних з її здійсненням.
Питома вага прибутків та змішаних доходів у загальній структурі доходів населення регіонів у 2012 р.
| частка     | регіон |
| понад 20 % | Івано-Франківська, Вінницька, Хмельницька, Херсонська, Чернівецька, Волинська, Рівненська обл.                         |
| 17—20 %    | Закарпатська, Тернопільська, Житомирська, Сумська, Чернігівська, Кіровоградська, Харківська, Запорізька, Київська обл. |
| 14—17 %    | Одеська, Черкаська, Львівська, Миколаївська, Полтавська, АР Крим                                                       |
| 11—14 %    | Донецька, Дніпропетровська, Луганська обл.                                                                             |
| менше 8 %  | Севастополь, Київ |

## Доходи від власності
Доходи від власності — це первинні доходи, які одержують власники фінансових та нефінансових активів (землі, майнових прав) від надання їх у користування іншим інституційним одиницям. До доходів від власності належать: дивіденди, відсотки від акцій, внесків та договорів оренди земельних ділянок та майна; доходи населення від власності на землю; відсотки за вкладами, отримані від банків фізичними особами.
Питома вага доходів від власності у загальній структурі доходів населення регіонів у 2012 р.
| частка    | регіон |
| понад 9 % | Київ |
| 6—7 %     | Полтавська, Дніпропетровська обл.                                                                                  |
| 5—6 %     | Севастополь, Кіровоградська, Запорізька, Миколаївська, Одеська, Черкаська, Донецька, Чернігівська, Харківська обл. |
| 4—5 %     | Сумська, Вінницька, Київська, Херсонська, Хмельницька, Львівська, АР Крим, Луганська, Тернопільська обл.           |
| 3—4 %     | Волинська, Рівненська, Житомирська, Чернівецька, Івано-Франківська обл.                                            |
| менше 3 % | Закарпатська обл.                                                                                                  |

## Загальний дохід
Наявний дохід на 1 особу (включно з незайнятим населенням) у регіонах України в 2012 р.
| №  | регіон                    | наявний річний дохід на 1 особу, грн | % від середньо- українського |
| -- | ------------------------- | ------------------------------------ | ---------------------------- |
| 1  | Київ                      | 52709                                | 209,1                        |
| 2  | Донецька область          | 29337                                | 116,4                        |
| 3  | Дніпропетровська область  | 28772                                | 114,1                        |
| 4  | Запорізька область        | 27108                                | 107,5                        |
| 5  | Київська область          | 26542                                | 105,3                        |
| 6  | Харківська область        | 24870                                | 98,7                         |
| 7  | Полтавська область        | 24027                                | 95,3                         |
| 8  | Луганська область         | 24024                                | 95,3                         |
| 9  | Севастополь               | 23186                                | 92,0                         |
| 10 | Миколаївська область      | 22878                                | 90,8                         |
| 11 | Чернігівська область      | 22770                                | 90,3                         |
| 12 | Сумська область           | 22582                                | 89,6                         |
| 13 | Одеська область           | 22224                                | 88,2                         |
| 14 | Львівська область         | 21992                                | 87,2                         |
| 15 | Вінницька область         | 21735                                | 86,2                         |
| 16 | Хмельницька область       | 21591                                | 85,7                         |
| 17 | Житомирська область       | 21288                                | 84,5                         |
| 18 | АР Крим                   | 20751                                | 82,3                         |
| 19 | Черкаська область         | 20718                                | 82,2                         |
| 20 | Кіровоградська область    | 20554                                | 81,5                         |
| 21 | Івано-Франківська область | 20148                                | 79,9                         |
| 22 | Херсонська область        | 19940                                | 79,1                         |
| 23 | Рівненська область        | 19860                                | 78,8                         |
| 24 | Волинська область         | 18807                                | 74,6                         |
| 25 | Тернопільська область     | 18561                                | 73,6                         |
| 26 | Чернівецька область       | 18108                                | 71,8                         |
| 27 | Закарпатська область      | 17191                                | 68,2                         |
|    | Україна                   | 25206                                | 100,0                        |

### Диференціація
Розподіл населення за рівнем середньодушових еквівалентних загальних доходів, %
| середньодушовий місячний дохід грн. | 2005 | 2006 | 2007 | 2008 | 2009 | 2010 | 2011 | 2012 | 2013 | 2014 |
| ----------------------------------- | ---- | ---- | ---- | ---- | ---- | ---- | ---- | ---- | ---- | ---- |
| до 480,0                            | 64,1 | 51,9 | 9,3  | 2,5  | 1,9  | 0,7  | 0,2  | 0,3  | 0,1  | 0,1  |
| 480,1 — 840,02                      | 35,9 | 48,1 | 45,1 | 21,2 | 17,1 | 8,0  | 5,0  | 3,1  | 2,3  | 1,4  |
| 840,1 — 1200,03                     | …    | …    | 45,6 | 32,1 | 32,0 | 26,0 | 18,7 | 12,9 | 9,1  | 7,9  |
| 1200,1 — 1560,0                     | …    | …    | …    | 21,1 | 22,1 | 27,0 | 26,7 | 23,9 | 21,3 | 19,2 |
| 1560,1 — 1920,0                     | …    | …    | …    | 11,2 | 12,5 | 16,4 | 20,0 | 21,1 | 22,1 | 23,1 |
| 1920,1 — 2280,04                    | …    | …    | …    | 11,9 | 14,4 | 21,9 | 29,4 | 14,4 | 16,6 | 16,5 |
| 2280,1 — 2640,0                     | …    | …    | …    | …    | …    | …    | …    | 9,4  | 10,4 | 11,7 |
| 2640,1 — 3000,0                     | …    | …    | …    | …    | …    | …    | …    | 5,6  | 6,7  | 7,8  |
| 3000,1 — 3360,0                     | …    | …    | …    | …    | …    | …    | …    | 3,0  | 4,3  | 4,6  |
| 3360,1 — 3720,0                     | …    | …    | …    | …    | …    | …    | …    | 2,2  | 2,0  | 2,5  |
| понад 3720,0                        | …    | …    | …    | …    | …    | …    | …    | 4,0  | 5,1  | 5,2  |

### Прожитковий мінімум
Прожитковий мінімум — вартісна величина достатнього для забезпечення нормального функціонування організму людини, збереження його здоров'я набору продуктів харчування, а також мінімального набору непродовольчих товарів та мінімального набору послуг, необхідних для задоволення основних соціальних і культурних потреб особистості.
Чисельність населення із середньодушовими еквівалентними загальними доходами у місяць, нижчими за прожитковий мінімум
|                                               | 2000 | 2001 | 2002 | 2003 | 2004 | 2005 | 2006 | 2007 | 2008 | 2009 | 2010 | 2011 | 2012 | 2013 | 2014 |
| --------------------------------------------- | ---- | ---- | ---- | ---- | ---- | ---- | ---- | ---- | ---- | ---- | ---- | ---- | ---- | ---- | ---- |
| млн. осіб                                     | 39,2 | 39,9 | 39,8 | 35,2 | 30,3 | 25,3 | 22,5 | 5,7  | 3,2  | 2,6  | 3,9  | 3,4  | 4,0  | 3,7  | 3,2  |
| % населення                                   | 80,2 | 82,7 | 83,3 | 76,2 | 65,6 | 55,3 | 49,7 | 12,7 | 7,1  | 5,8  | 8,8  | 7,8  | 9,1  | 8,4  | 8,6  |
| розмір прожиткового мінімуму на 1 особу, грн. | 270  | 311  | 342  | 342  | 362  | 423  | 464  | 519  | 608  | 639  | 843  | 914  | 1042 | 1114 | 1176 |